# Sagediopsis barbara
Sagediopsis barbara är en lavart som först beskrevs av Theodor 'Thore' Magnus Fries, och fick sitt nu gällande namn av R. Sant. & Triebel 1989. Sagediopsis barbara ingår i släktet Sagediopsis och familjen Adelococcaceae.  Arten är reproducerande i Sverige. Inga underarter finns listade i Catalogue of Life.